# Cyathea polliculi
Cyathea polliculi är en ormbunkeart som beskrevs av Lehnert. Cyathea polliculi ingår i släktet Cyathea och familjen Cyatheaceae. Inga underarter finns listade.